# Олдершоу, Марк
Марк Олдершоу (англ. Mark Oldershaw, 7 февраля 1983, Берлингтон, Онтарио) — канадский гребец-каноист, спринтер, выступающий за сборную Канады с 2002 года. Бронзовый призёр летних Олимпийских игр в Лондоне, чемпион панамериканских первенств, многократный призёр национального чемпионата.

## Биография
Марк Олдершоу родился 7 февраля 1983 года в городе Берлингтон, провинция Онтарио. Заниматься греблей начал в очень раннем возрасте, поскольку его дед — Берт Олдершоу, отец — Скотт Олдершоу и оба дяди — Дин Олдершоу и Рид Олдершоу в своё время выступали в этом виде спорта на профессиональном уровне и добились довольно неплохих результатов. «Я вырос в окружении многолетних традиций, это была прекрасная атмосфера для роста». Ещё в юности записался в местный гребной клуб и тренировался там под руководством собственного отца Скотта Олдершоу, национального чемпиона по гребле на каноэ. Первый громкий успех пришёл к Марку в 2001 году, когда на молодёжном чемпионате мира он завоевал сразу две золотые медали, одержав победу на одноместном каноэ в гонках на 500 и 1000 м. Год спустя состоялся его дебют на взрослом мировом первенстве, где на дистанциях в 200 и 500 м с четвёркой занял восьмое и пятое места соответственно, а также на взрослом Кубке мира, на дебютном для себя этапе в Дуйсбурге выиграл три бронзовые награды.
Однако вскоре карьера Олдершоу пошла на спад, в его правой руке врачи обнаружили опухоль, пришлось сделать две сложные хирургические операции, в результате которых был задет нерв, и у спортсмена появились хронические боли. Восстановление проходило долго, и вернуться на международный уровень он смог только в 2004 году, Олимпийские игры в Афинах, тем не менее, вынужден был пропустить. В следующем сезоне поучаствовал лишь в одном крупном старте, на чемпионате мира в хорватском Загребе занял девятое место среди четвёрок на полукилометровой дистанции.
В 2006 году на мировом первенстве в венгерском Сегеде финишировал шестым в индивидуальной программе на 500 м, взял три медали на панамериканском чемпионате в Мехико, в том числе две золотые, а после окончания всех этапов Кубка мира расположился в рейтинге сильнейших каноистов на восьмой строке. Следующий год провёл примерно с теми же успехами, однако в мировом кубке значительно улучшил свои позиции, добравшись в общем зачёте до второго места. Несмотря на полученный в ходе квалификационных гонок перелом руки Марк Олдершоу удостоился права защищать честь страны на летних Олимпийских играх 2008 года в Пекине, участвовал в дисциплине 500 м на каноэ-одиночках, но не сумел пройти дальше полуфинала. Стал пятым спортсменом-олимпийцем в своей семье. В концовке сезона вновь упорно боролся за обладание Кубком мира и снова остался без трофея, разместившись на третьей строке.
На домашнем чемпионате мира 2009 года в Дартмуте был очень близок к призовым местам сразу в нескольких дисциплинах, тем не менее, на пьедестал почёта так и не взошёл: пятый на одиночке 500 м, четвёртый на одиночке 1000 м и в составе четвёрки на 200 м, шестой в эстафете. В общем зачёте Кубка мира вновь вынужден был довольствоваться второй позицией. Через год на мировом первенстве в Познани занял восьмое и девятое места среди одноместных каноэ в километровой и полукилометровой дистанциях соответственно, кубковый сезон окончил на восьмой строке, тогда как на панамериканском чемпионате в Мехико взял золото в гонке на 5000 м и серебро в программе 1000 м — обе медали получил в зачёте одиночек. В 2011 году боролся за медали в нескольких дисциплинах чемпионата мира в Сегеде, финишировал пятым в километровой и пятикилометровой гонках, в эстафете был девятым. Выбившись за долгую карьеру в лидеры сборной, Олдершоу без проблем прошёл квалификацию на летние Олимпийские игры 2012 года в Лондон, где впоследствии выиграл бронзу, финишировав третьим в дисциплине C-1 1000 м.
Марк Олдершоу является выпускником Карлтонского университета, обучался там на факультете английской литературы. В свободное от тренировок время любит читать, играть в компьютерные игры, смотреть кино. Своим кумиром в спорте считает знаменитого канадского хоккейного вратаря Марти Турко. Помимо английского языка свободно владеет польским.
3 августа 2015 года у Олдершоу и его жены Аннамэй Пирс родилась дочь Джозефин.